# La Partie de chasse (film, 1985)
Pour les articles homonymes, voir La Partie de chasse.
Pour plus de détails, voir Fiche technique et Distribution.
La Partie de chasse (The Shooting Party) est un film britannique d'Alan Bridges, sorti en 1985, d'après un livre portant le même titre publié en 1980 par Isabel Colegate.

## Synopsis
Octobre 1913. Au cœur de la campagne anglaise, Sir Randolph convie quelques amis dans sa propriété pour une partie de chasse réglée selon l'étiquette. L'action se passe en 1913 et fait voir le mode de vie d'aristocrates anglais rassemblés pour une chasse au faisan, par opposition avec celui des paysans du lieu venus pour servir de rabatteurs au service du plaisir des maîtres. Sûrs d'eux-mêmes et vivant dans l'opulence, ils voient se briser l'équilibre de la fête avec la mort accidentelle de l'un des chasseurs et la multiplication de troubles sociaux…

## Fiche technique
- Titre original : The Shooting Party
- Titre français : La Partie de chasse
- Réalisation : Alan Bridges
- Scénario : Julian Bond, Isabel Colegate
- Photographie : Fred Tammes
- Montage : Peter Davies
- Directeur Artistique : Maude Spector, Ann Stanborough
- Maquillage : Magdalen Gaffney
- Ingénieur du son : Alan Paley
- Musique : John Scott
- Format : Couleurs
- Producteurs : Peter Dolman, Geoffrey Reeve, Jeremy Saunders
- Pays d'origine: Grande-Bretagne
- Genre : Drame
- Durée : 98 minutes

## Distribution
- James Mason : Sir Randolph Nettleby
- Edward Fox : Lord Gilbert Hartlip
- Dorothy Tutin : Lady Minnie Nettleby
- John Gielgud : Cornelius Cardew
- Gordon Jackson : Tom Harker
- Cheryl Campbell : Lady Aline Hartlip
- Robert Hardy : Lord Bob Lilburn
- Aharon Ipalé : Sir Reuben Hergesheimer
- Joris Stuyck : Comte Tibor Rakassyi
- Rebecca Saire : Cicely Nettleby
- Sarah Badel : Ida Nettleby
- Rupert Frazer : Lionel Stephens
- Judi Bowker : Lady Olivia Lilburn
- John J. Carney : Jarvis
- Ann Castle : Lady Mildred Stamp